# Albert Burger
Albert Burger (Rettenberg, 8 maggio 1955 – Günzburg, 16 novembre 2023) è stato uno sciatore alpino e allenatore di sci alpino tedesco che gareggiò per la nazionale tedesca occidentale.

## Biografia
Specialista delle prove tecniche originario di Kranzegg di Rettenberg, Burger ottenne il primo piazzamento in Coppa del Mondo il 2 febbraio 1975 a Garibaldi, giungendo 10º in slalom gigante, e l'anno dopo ai XII Giochi olimpici invernali di Innsbruck 1976, sua prima partecipazione olimpica, si classificò 10º nello slalom gigante e 15º nello slalom speciale; il 5 marzo dello stesso anno colse il miglior risultato della sua carriera in Coppa del Mondo, a Copper Mountain in slalom gigante (5º).
Prese parte ai Mondiali di Garmisch-Partenkirchen 1978, piazzandosi 19º nello slalom gigante, e ai XIII Giochi olimpici invernali di Lake Placid 1980 (sua ultima presenza olimpica), dove fu 20º nello slalom gigante e non concluse lo slalom speciale. Ottenne l'ultimo piazzamento in Coppa del Mondo il 28 marzo 1981 a Laax in slalom gigante (12º); ai Mondiali di Schladming 1982, sua ultima presenza iridata, non ottenne risultati di rilievo e si ritirò al termine di quella stessa stagione 1981-1982. 
Dopo il ritiro divenne allenatore di sci alpino nei quadri della Federazione sciistica della Germania.

## Palmarès

### Coppa del Mondo
- Miglior piazzamento in classifica generale: 38º nel 1976

### Campionati tedeschi
- 1 oro (slalom gigante nel 1976)[3]